# Noisy-sur-École
Noisy-sur-École ist eine französische Gemeinde mit 1.822 Einwohnern (Stand: 1. Januar 2022) im Département Seine-et-Marne in der Region Île-de-France. Sie gehört zum Arrondissement Fontainebleau und zum Kanton Fontainebleau.
Die Einwohner werden Noiséen(ne)s genannt.

## Geographie
Noisy-sur-École liegt etwa 55 Kilometer südsüdöstlich von Paris am Fluss École. Im Nordosten liegt der Wald von Fontainebleau. Durch die Gemeinde führt die Autoroute A6.
Die Ortschaft Auvers gehört zur Gemeinde.

### Nachbargemeinden
| Oncy-sur-École | Milly-la-Forêt                              | Arbonne-la-Forêt |
| Tousson        | Kompassrose, die auf Nachbargemeinden zeigt | Fontainebleau    |
|                | Le Vaudoué                                  | Achères-la-Forêt |

## Bevölkerungsentwicklung
| Jahr      | 1962 | 1968 | 1975 | 1982 | 1990 | 1999 | 2006 | 2012 |
| Einwohner | 525  | 490  | 673  | 1085 | 1561 | 1823 | 1842 | 1965 |

## Gemeindepartnerschaften
Mit der italienischen Gemeinde Castorano  in der Provinz Ascoli Piceno (Marken) besteht eine Partnerschaft.

## Sehenswürdigkeiten

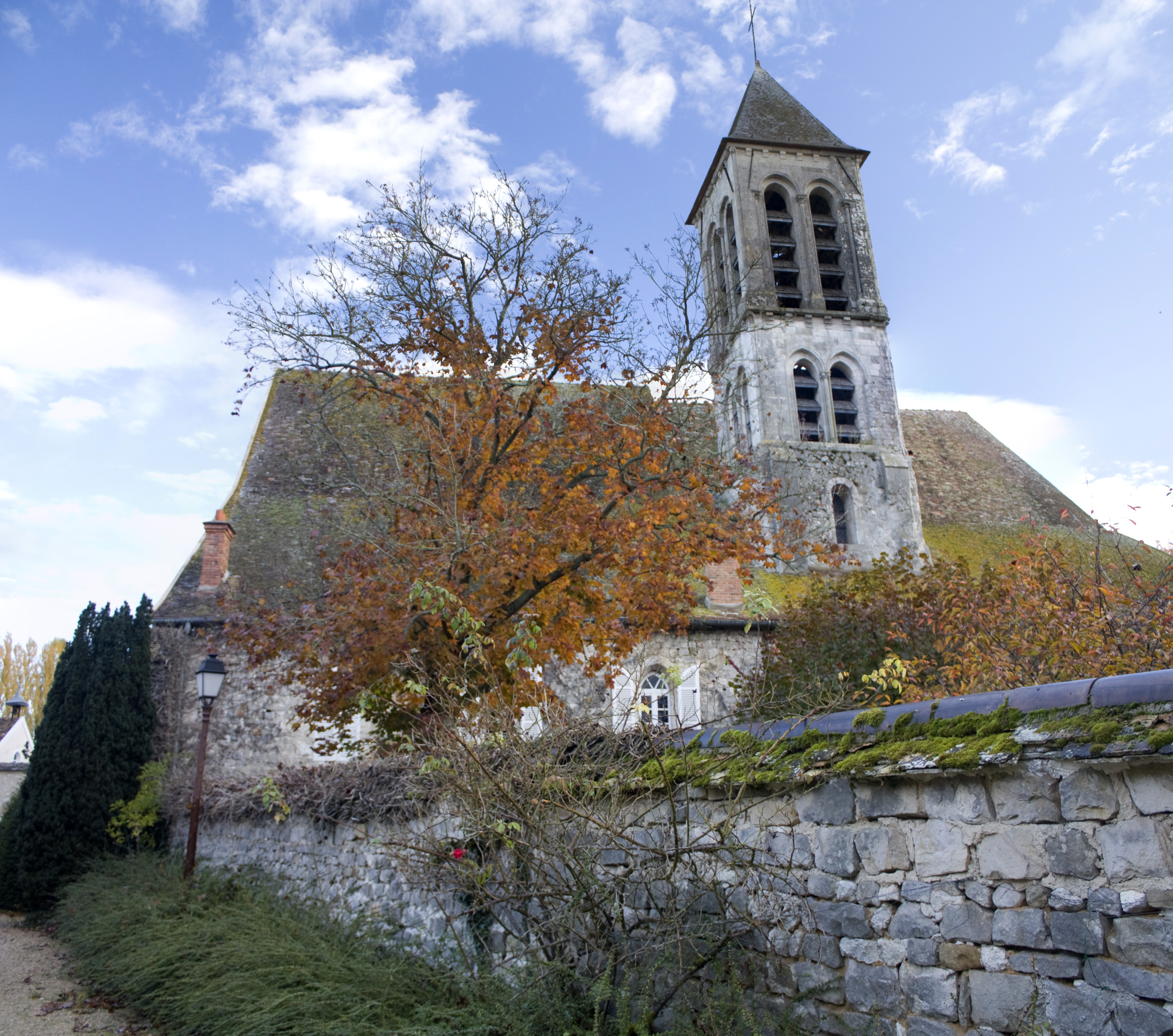
Kirche Notre-Dame-de-l’Assomption
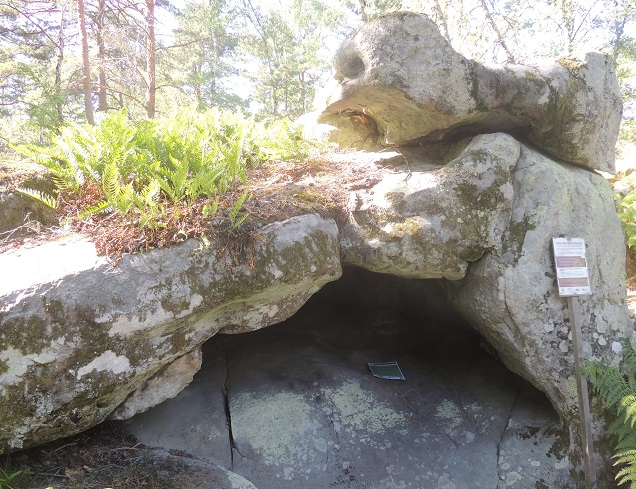
Abri de la Segognole
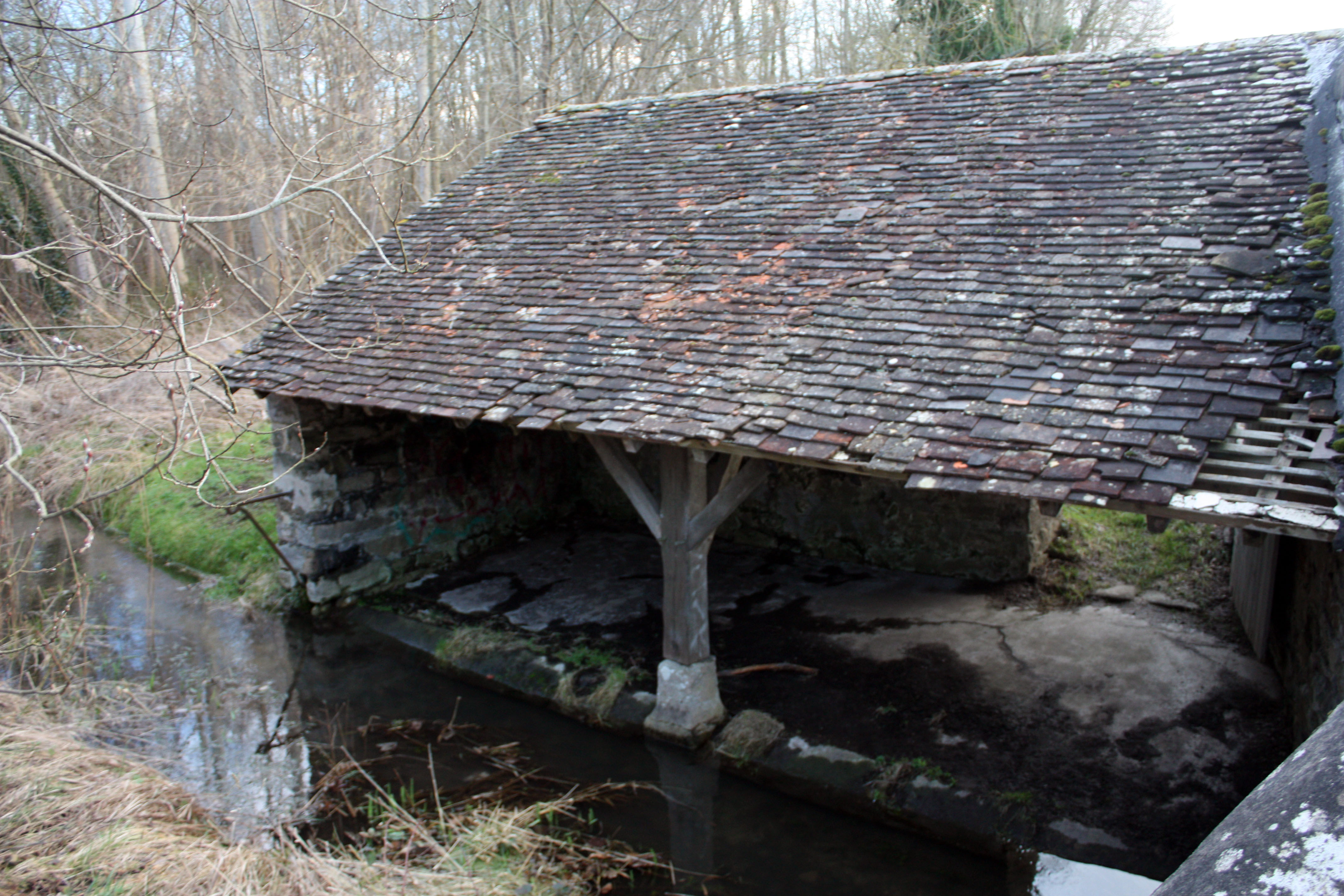
Waschhaus in Noisy-sur-École

- Schloss Chambergeot
- Drei Waschhäuser

- Kirche Notre-Dame-de-l’Assomption
- Abri de la Segognole
- Waschhaus in Noisy-sur-École

## Persönlichkeiten
- Pierre Vago (1910–2002), Architekt